# Wilhelm Keil
Pour les articles homonymes, voir Keil.
Wilhelm Keil (né le 24 juillet 1870 à Helsa, province de Hesse-Nassau et mort le 5 avril 1968 à Louisbourg) est un tourneur sur bois allemand, éditeur et homme politique du Parti social-démocrate d'Allemagne (SPD).

## Biographie
Après avoir étudié à l'école primaire à Helsa, Keil termine un apprentissage de tourneur sur bois à Cassel de 1884 à 1887. En tant que compagnon, il réalise son voyage de compagnon dans le nord de l' Allemagne, l'Angleterre et la Belgique de 1888.
La première destination de son voyage est Hanovre. Il y rencontre Carl Legien, qui s'exprime lors d'une réunion sur les griefs du métier de tourneur sur bois. Après cette rencontre, Keil devient membre de la récente «Association des tourneurs allemands» (Agence de paiement de Hanovre). Cette association est consacrée au développement professionnel et à la discussion des questions de politique syndicale. De Hanovre, il poursuit son voyage vers Cologne en passant par Hambourg et Londres. Là, il rencontre Paul Umbreit (de), dont le père est un ami d'August Bebel. Umbreit met Keil en contact avec le monde de la pensée du socialisme. Keil déménage à Elberfeld via Coblence, où, avec Paul Umbreit, en plus de son travail de tourneur, il s'engage de plus en plus dans des tâches politiques et syndicales. Ici, il suit le procès de la société secrète à la fin de 1889, dont le principal accusé est August Bebel. La lecture des transcriptions de ce procès pour trahison l'impressionne plus que les écrits du socialisme scientifique. À Mannheim, la prochaine destination de son voyage, Keil commence son «apprentissage politique» et il commence à devenir lui-même politiquement actif.
En 1892, Keil est enrôlé dans un exercice militaire pour une période de dix semaines. Pendant ce temps, il rencontre Wilhelm Liebknecht, qui, après son retour du Congrès socialiste français, prend la parole lors d'une réunion publique à Mannheim. Là, il est présenté à Keil comme un "jeune soldat de la révolution". Les rencontres avec les principaux sociaux-démocrates (il rencontre plus tard Ignaz Auer (de), Paul Singer (de) et Georg von Vollmar ; Keil les nomme dans un essai en 1952 «Les grands vieillards qui m'ont ligoté») renforcent son engagement politique. Bien qu'il y a un climat politique plus libéral à Bade que dans le royaume de Prusse, Keil est réprimandé à Mannheim en tant que tourneur de bois et mis sur une liste noire, ce qui signifie le chômage. En 1892, il est enrôlé dans un exercice militaire pour une période de dix semaines. Après sa libération en 1893, Keil trouve un emploi à court terme en tant que travailleur temporaire au «Volksstimme» à Mannheim . Il accepte ensuite un travail temporaire pour le conseil principal de l'association des travailleurs du bois et se rend en son nom dans le sud-ouest de l'Allemagne en tant que conférencier d'agitation. Au cours de ces années, il rencontre Theodor Leipart (de) et également Karl Kautsky et Clara Zetkin. Pendant cette période, en tant qu'employé de la caisse locale d'assurance maladie de Mannheim de la fin de 1894 au début de 1896, il commence à écrire des articles pour les journaux du parti et des syndicats sur des questions politiques d'actualité. une. pour le "Gleichheit" publié par Clara Zetkin. Bruno Schoenlank (de) fait de lui un employé permanent du Leipziger Volkszeitung pour la région de Bade.
Après la prise de contrôle des nazis, Keil retourne dans la vie privée et écrit ses mémoires, parus en 1947/1948. Après la Seconde Guerre mondiale, il est membre de nombreux conseils et comités, y compris président du groupe de travail sur les questions des prisonniers de guerre et depuis 1949 membre du Conseil allemand du mouvement européen. Pendant un certain temps, il est président du conseil de surveillance de la Bausparkasse Wüstenrot (de).

## Parti politique
En 1887, Keil devient membre du SAP, le parti prédécesseur du SPD. Au cours de ses pérégrinations, il fait la connaissance de divers cadres de SAP et SPD, en autres en 1888 à Hanovre avec Carl Legien, qui le convainc par un discours sur les doléances dans le métier de tournage sur bois. En 1896, le conseil d'État des sociaux-démocrates du Wurtemberg l'amène à la rédaction du Schwäbische Tagwacht (de), dont il reçoit la direction politique en 1902. Pendant son temps en tant que rédacteur en chef, Keil reste controversé. Cela est dû au fait que Keil s'est très vite avancé pour devenir l'un des dirigeants de l'aile réformiste plutôt modérée du parti. Les batailles des ailes se sont intensifiées avec le déclenchement de la Première Guerre mondiale et de la politique civile de paix, à laquelle la grande majorité du groupe parlementaire SPD adhère également et qui exprime son approbation des crédits de guerre, ce qui est interprété dans le mouvement socialiste international ainsi que par les représentants du parti de gauche comme une trahison des principes socialistes fondamentaux. Les rédacteurs en chef du Schwäbische Tagwacht (de) Arthur Crispien, Edwin Hoernle (de) et Jacob Walcher restent également fidèles à leur position d'opposition sur cette question, même si une position ouvertement négative est devenue impossible en raison de la loi martiale, ils font entendre leur voix en sélectionnant spécifiquement les nouvelles, en donnant des indices entre les lignes, et en s'abstenant de faire des reportages en faveur de la guerre. Cet état de fait, ainsi que la position d'opposition de la branche locale du SPD à Stuttgart, basée sur les travailleurs des grandes entreprises de Stuttgart, qui invitent Karl Liebknecht comme orateur et lui fait promettre de voter contre les crédits de guerre lors du prochain vote, ce qui conduit à un conflit avec le SPD et le Conseil d'État. Dans le conflit, Keil se positionne avec l'affirmation suivante: «Avec une unanimité qui a rarement prévalu sur une question majeure qui préoccupe le parti, la classe ouvrière social-démocrate en Allemagne prend la position évidente que, dans la grande lutte des nations, il est dans leur propre intérêt de provoquer les horreurs. pour empêcher une invasion ennemie et souhaiter la victoire des armes allemandes et doit aider à la réaliser. « . En conséquence, les rédacteurs de gauche sont licenciés du journal. Après que Keil y soit parti entre-temps, il est repris par l'exécutif du SPD de Wurtemberg le 4 novembre 1914 comme rédacteur en chef du Tagwacht. Un différend interne du parti avec la diffamation mutuelle sur des tracts et dans des brochures rompt la clôture, à la suite de quoi l'aile gauche du parti dans le Wurtemberg se sépare en 1915, pas seulement en 1917 comme dans l'Empire. Une tentative de médiation par le siège du parti, dans laquelle Friedrich Ebert est également impliqué, échoue également  Après la Révolution de novembre, un basculement politique de l'aile droite du parti semble être perceptible. Il annonce donc le 21 décembre 1918, dans son discours à l'assemblée extraordinaire du SPD, sous les grands applaudissements des délégués, que maintenant les moyens de production doivent être transférés en possession de la société, afin que les revenus du travail puissent être répartis équitablement entre tous les membres utiles de la société.

## Parlementaire
De 1900 à 1918, Keil est membre de la chambres des députés de Wurtemberg . En 1919/20, il est membre et président de l'assemblée constituante de l'État populaire libre de Wurtemberg. Il est ensuite Landtag de l'État populaire libre de Wurtemberg jusqu'en 1933, où il est président du groupe parlementaire SPD de 1919 à 1933.
De 1910 à 1918, Keil est député du Reichstag pour la 2e circonscription de Wurtemberg (Cannstatt (de), Louisbourg (de), Marbach (de), Waiblingen (de)). En 1919/20, il est membre de l'Assemblée nationale de Weimar. Puis il est de nouveau député du Reichstag jusqu'en 1932. Au sein du groupe parlementaire du Reichstag, il est principalement responsable de la politique financière. Avec Matthias Erzberger (Zentrum), il prépare la réforme financière après la Première Guerre mondiale. Il pousse à la création d'un impôt sur le revenu uniforme, d'un prélèvement foncier et de l'impôt sur les bénéfices de guerre.
Après la Seconde Guerre mondiale, Keil est chef de la représentation municipale à Louisbourg et président de la conférence des conseillers de district pour le Wurtemberg / Nord du Bade. En 1946, il est membre et président du parlement provisoire , puis membre de l'assemblée constituante de l'État de Wurtemberg-Bade. De 1946 à 1952, il est membre et pendant cette période à partir de 1947, président du Landtag de Wurtemberg-Bade. De 1947 à 1949, il est membre du Conseil parlementaire du Conseil d'État de la zone américaine.

## Honneurs
En 1950, Keil est fait citoyen d'honneur de la ville de Louisbourg. La Wilhelm-Keil-Schule à Remseck et la Wilhelm-Keil-Straße à Tübingen portent son nom. En 1951, il est fait Grand-croix de l'Ordre du Mérite de la République fédérale d'Allemagne des mains du président fédéral Theodor Heuss. En 1965, il reçoit la médaille constitutionnelle du Land de Bade-Wurtemberg en or.
Wilhelm Keil est également citoyen d'honneur des universités de Stuttgart et de Karlsruhe et sénateur honoraire de l'université de Heidelberg.

## Autres mandats
De 1921 à 1923, Keil est ministre du Travail et de l'Alimentation de l'État populaire libre de Wurtemberg dans le cabinet du premier ministre Johannes Hieber .

## Travaux
- Das deutsche Volk im Kriege. Verlag der Ulmer Volksbuchhandlung, Ulm 1914.
- Die ersten Kriegssteuern und die Sozialdemokratie. Buchhandlung Vorwärts, Berlin 1916.
- Die Rettung aus dem finanziellen Elend. Verlag für Sozialwissenschaft, Berlin 1919.
- Deutschlands Finanzelend. Die Bankrottwirtschaft Helfferichs. Verlag der Schwäbischen Tagwacht, Stuttgart 1921.
- Die Einkommensteuer vom Arbeitslohn (Lohnsteuer). Auf der neuesten gesetzlichen Grundlage dargestellt und erläutert. Verlag der Schwäbischen Tagwacht, Stuttgart 1921.
- Die Finanz-Katastrophe. Kritik und Ratschläge zur Besserung der deutschen Finanzlage. Haase-Verlag, Kiel 1921.
- Wisst ihr das? Was mit der demokratischen Republik erreicht wurde. Eine kurze vergleichende Übersicht. Verlag J.H.W. Dietz Nachf., Berlin 1932.
- Christentum und Sozialismus. Kulturaufbau-Verlag, Stuttgart 1946.
- Erlebnisse eines Sozialdemokraten. Zwei Bände, Deutsche Verlags-Anstalt, Stuttgart 1947/48.
- Deutschland 1848–1948. Beiträge zur historisch-politischen Würdigung der Volkserhebung von 1848/49. Verlag Volkswille, Stuttgart 1948.
- Das Parlament. Verlag der Turmhausdruckerei, Stuttgart 1952.
- Abgeordnete – Parteien – Volk. Isar-Verlag, München 1952.
- Die großen Alten die mich fesselten. 1952.